# Hylarana lepus
Hylarana lepus es una especie de anfibio anuro de la familia Ranidae. Se encuentra en Camerún, República Centroafricana, República del Congo, República Democrática del Congo, Guinea Ecuatorial, Gabón y posiblemente en Angola. Su hábitat natural es bosques, ríos, jardines rurales y bosques degradados de clima tropical o subtropical.